# Bibliotheca Alexandrina

Bibliotheca Alexandrina

Die Bibliotheca Alexandrina ist eine Bibliothek in der ägyptischen Hafenstadt Alexandria, die im Jahr 2002 nahe der Stätte der antiken Bibliothek von Alexandria eröffnet wurde. Angeschlossen an die Bibliotheca Alexandrina sind ein Kulturzentrum mit Museen und Galerien, mehrere Forschungsinstitute, ein Veranstaltungszentrum und ein Planetarium. Der Bau der Bibliothek entstand unter der Schirmherrschaft der UNESCO und der ägyptischen Regierung und ist mit 2000 Leseplätzen und Regalflächen für 8 Millionen Bücher ausgestattet.

## Baugeschichte
Die historische Bibliothek von Alexandria war die bedeutendste und größte Bibliothek des klassischen Altertums. Sie wurde unter Ptolemaios I. im 3. Jahrhundert v. Chr. gegründet und soll bis zu 700.000 Schriftrollen besessen haben. Die Sammlung der antiken Bibliothek wurde mehrmals schwer beschädigt, die folgenschwerste Zerstörung des Buchbestandes erfolgte durch Kampfhandlungen im 3. Jahrhundert nach Christus, die letzten Werke gingen wahrscheinlich während der Islamisierung Ägyptens verloren. Von der antiken Bibliothek blieben keine archäologischen Zeugnisse erhalten.
Die Idee zur Wiedererrichtung der Bibliothek an historischer Stätte wurde erstmals Anfang der 1970er Jahre von einer Gruppe von Professoren für Alte Geschichte an der Universität Alexandria formuliert. Angeführt von Mostafa El-Abbadi gelang es den Wissenschaftlern Mitte der 1980er Jahre, sowohl die Organisation der Vereinten Nationen für Erziehung, Wissenschaft und Kultur (UNESCO) als auch den ägyptischen Staatspräsidenten Hosni Mubarak für die Idee zu gewinnen.
Das Baugrundstück wurde 1985 erworben, eine symbolische Grundsteinlegung erfolgte am 26. Juni 1988 durch UNESCO-Generaldirektor Federico Mayor. Die ägyptische Regierung rief im selben Jahr einen Architektenwettbewerb zum Bau einer neuen Bibliothek von Alexandria aus, der von dem norwegischen Architekturbüro Snøhetta mit Craig Edward Dykers, Kjetil Trædal Thorsen und dem Österreicher Christoph Kapeller als ausführende Architekten gewonnen wurde. Durchgeführt wurde der Bau schließlich von einem Konsortium bestehend aus Snøhetta und der ägyptischen Hamsa Associates unter Beteiligung ägyptischer, italienischer und britischer Bauunternehmungen.
Zur Finanzierung des Projektes wurde im Jahr 1990 eine Geberkonferenz in Assuan abgehalten, bei der mehrere Staatsführer eine Erklärung zur Unterstützung des Baus und der Ausstattung der Bibliotheca Alexandrina unterzeichneten. Die Regierungen des Iraks, Saudi-Arabiens und der Vereinigten Arabischen Emirate stellten insgesamt 65 Millionen US-Dollar zur Verfügung, 27 Millionen US-Dollar spendeten weitere 26 Staaten. Die ägyptische Regierung stellte 120 Millionen US-Dollar bereit, neben der UNESCO beteiligte sich auch das Entwicklungsprogramm der Vereinten Nationen an dem Projekt.
Ende 1992 begann die Räumung des 45.000 m² großen Baugeländes am Hafen von Alexandria. Obwohl das Bibliotheksgebäude auf einem Areal entstehen sollte, auf dem sich in der Antike die Paläste der Ptolemäer befunden hatten, waren seit der Standortwahl 1985 keine sondierenden Grabungen durchgeführt worden, wie es internationalen Gepflogenheiten entsprochen hätte. Erst als 1993 bereits mit der Aushebung der Baugrube begonnen worden war, konnten nach einem Bericht der französischen Tageszeitung Le Monde, in dem sowohl die UNESCO als auch die ägyptische Regierung kritisiert wurde, mit einem minimalen Budget in Höhe von 20.000 USD zumindest auf einem Teil der Baustelle Grabungen durchgeführt werden. Es gelang den Archäologen hierdurch zwei griechische Mosaikfußböden von außergewöhnlicher Qualität freizulegen.
Im Jahr 1995 wurde der Bau begonnen. Nach sechsjähriger Bauzeit war die Bibliotheca Alexandrina im Juli 2001 fertiggestellt, die feierliche Eröffnung fand am 16. Oktober 2002 im Beisein zahlreicher Staatsgäste statt. Die Baukosten betrugen insgesamt 218 Millionen US-Dollar, was angesichts des hohen Anteils an Analphabeten und der Armut in Ägypten internationale Kritik auslöste.
Erster Direktor der Bibliotheca Alexandrina war von 2002 bis 2017 der ehemalige Vizepräsident der Weltbank, Ismail Serageldin.

## Baubeschreibung

Glasdach der Bibliotheca Alexandrina

Die Bibliotheca Alexandrina liegt in unmittelbarer Nähe zum Hafen südlich der Hafenstraße Corniche und nördlich der philosophischen und juristischen Fakultät der Universität von Alexandria.
Das markanteste Merkmal der Bibliotheca Alexandrina ist das zum Meer hin geneigte scheibenförmige Glasdach mit 160 m Durchmesser. Es erhebt sich aus einem vorgelagerten Wasserbassin. Die Oberfläche des Daches soll die Struktur eines Mikroprozessor-Wafers wiedergeben, wird aber oft mit der aus dem Meer aufgehenden Sonne verglichen. Dadurch, dass die Oberlichten nach Norden ausgerichtet sind, fällt kein direktes Licht ins Gebäude, die gewölbte Struktur der Dachhaut mit beweglichen Elementen ermöglicht aber eine optimale Nutzung des Tageslichts.
Die halbrunde Südfassade ist 32 m hoch, fensterlos und aus mehr als 3000 grauen Granitplatten gefertigt. Sie ist verziert mit Schriftzeichen aus allen Schriften der Welt, womit der Anspruch der Bibliothek, das Wissen der Welt zu sammeln, ausgedrückt wird. Die Krümmung der Außenwand folgt der Bahn der Sonne, wodurch im Tagesverlauf die einzelnen Segmente nacheinander vom Sonnenlicht bestrahlt werden.
Das Gebäude hat elf Stockwerke, von denen vier unterirdisch angelegt sind. Dadurch steht eine Grundfläche von mehr als 85.000 m² zur Verfügung. Der Innenraum der Bibliothek ist terrassenförmig angelegt.
Das Bauwerk und die verantwortlichen Ingenieure erhielten im Jahr 2003 den „Outstanding Structure Award“ der IABSE. Das Bauwerk und seine verantwortlichen Architekten wurden 2004 mit dem Aga-Khan-Preis für Architektur ausgezeichnet.

## Ausstattung

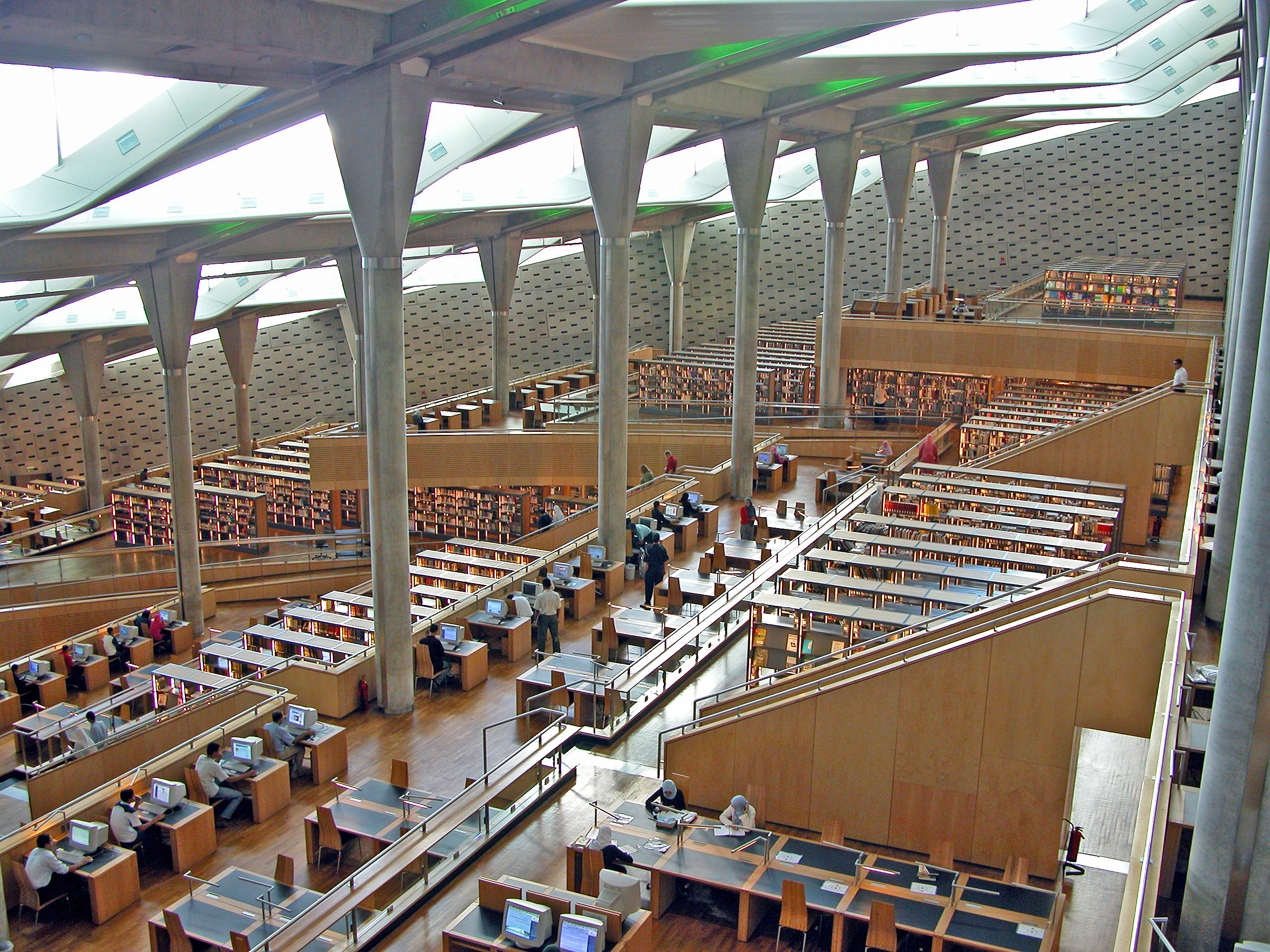
Lesesaal der Bibliotheca Alexandrina

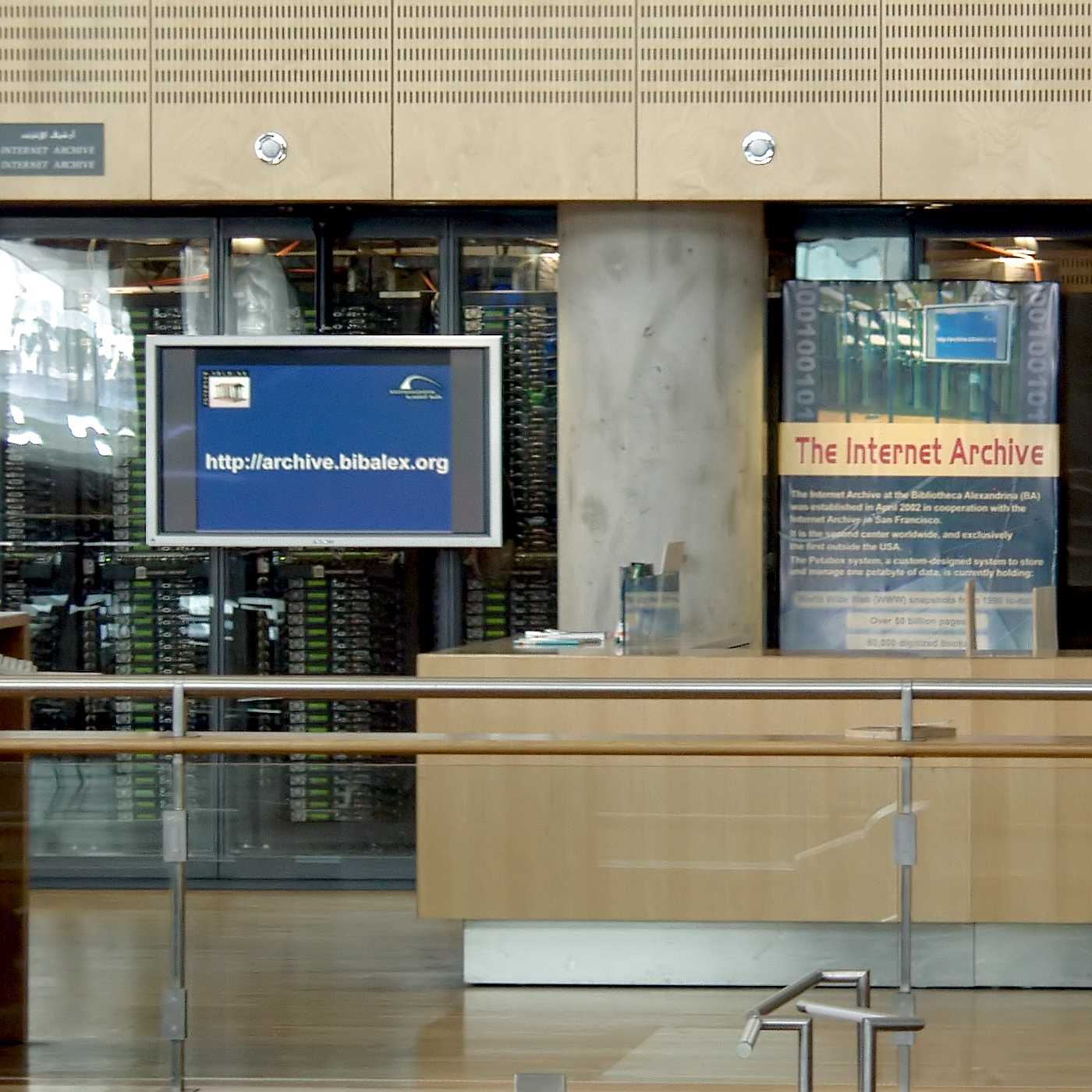
Internet Archive in der Bibliotheca Alexandrina. Hinter den Glasscheiben stehen die Racks mit den Archivcomputern.

Rund die Hälfte des Bibliotheksgebäudes wird von dem Lesesaal eingenommen, der sich unmittelbar am Glasdach von dem vierten Untergeschoss bis zum zweiten Obergeschoss erstreckt. Es sind insgesamt 2000 Leseplätze vorhanden, somit besitzt die Bibliotheca Alexandrina den größten Lesesaal der Welt. Säulen im Saal sollen an die antiken Baustile erinnern, das Mobiliar des Lesesaals wurde eigens für die Bibliothek entworfen und zum Teil von der norwegischen Regierung gestiftet.
Von jeder Etage aus besteht ein Zugang zur Freihandbibliothek, die bis zu 500.000 Bände umfassen kann. Zusammen mit dem im südlichen Gebäudeteil gelegenen Bibliotheksmagazin kann die Bibliotheca Alexandrina insgesamt 8 Millionen Bände aufnehmen, womit sie die größte Bibliothek Afrikas und der Arabischen Welt darstellen würde. Allerdings wird die Kapazität der Bibliothek aufgrund begrenzter finanzieller Mittel nur zu einem geringen Teil genutzt, so umfasste der Bestand der Bibliothek fünf Jahre nach der Eröffnung nur 530.000 Titel. Die Bibliothek ist daher weiter auf Buchspenden angewiesen.  Bereits zur Eröffnung der Bibliothek wurden unter anderem historische Werke über die Ägyptische Expedition und den Bau des Suezkanals von Frankreich übergeben, Spanien spendete Dokumente über die maurische Herrschaft in Ägypten. Diese Werke werden im Manuskriptenmuseum der Bibliothek ausgestellt. Im Jahr 2010 erhielt die Bibliothek eine Schenkung von 500.000 Büchern von der Bibliothèque nationale de France (BnF). Diese Schenkung macht die Bibliotheca Alexandrina zur sechstgrößten frankophonen Bibliothek der Welt.
Integriert in der Bibliotheca Alexandrina sind mehrere Fachbibliotheken:
- Eine Multimediabibliothek bietet Tondokumente, Filme und Reproduktionen von Kunstwerken an.
- Die Taha-Hussein-Bibliothek ermöglicht Sehbehinderten den Zugang zu Literatur.
- Für Kinder und Jugendliche gibt es spezielle Bibliotheksbereiche.
- Die Nobel Section sammelt Veröffentlichungen aller Literatur-Nobelpreisträger.

Ein Schwerpunkt der Bibliotheca Alexandrina liegt in der digitalen Archivierung. Der Unternehmer Brewster Kahle stiftete der Bibliothek eine Sicherungskopie des von ihm betriebenen Internet Archive, die über mehr als 200 Computer zugänglich ist. Die Bibliothek selbst beteiligt sich im Rahmen des Million Book Project an der Digitalisierung von Büchern.

## Angeschlossene Einrichtungen

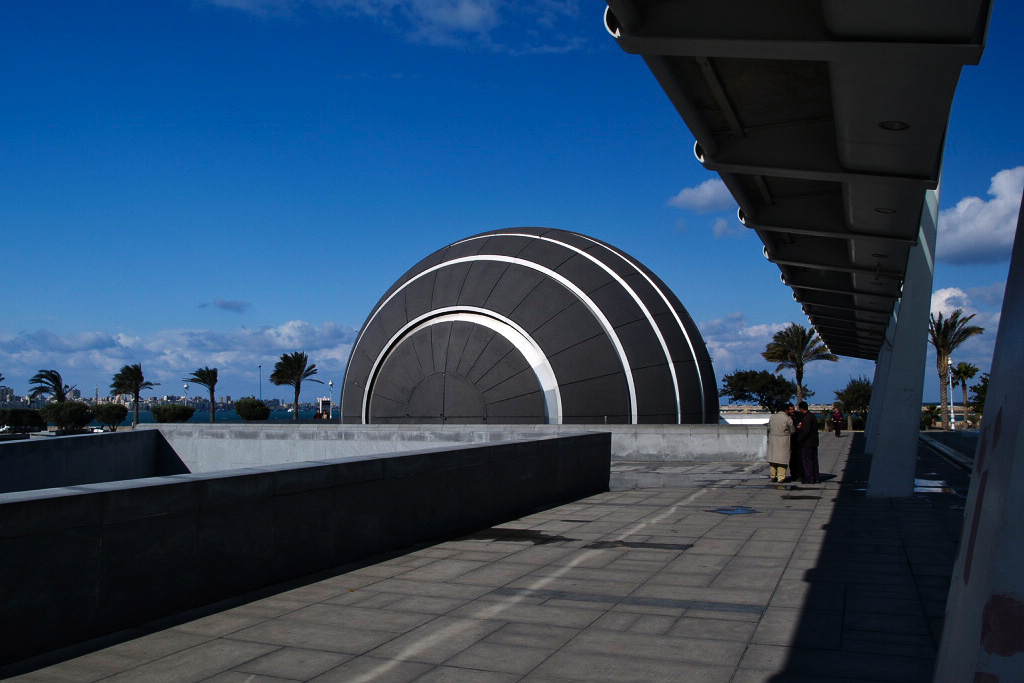
Planetarium

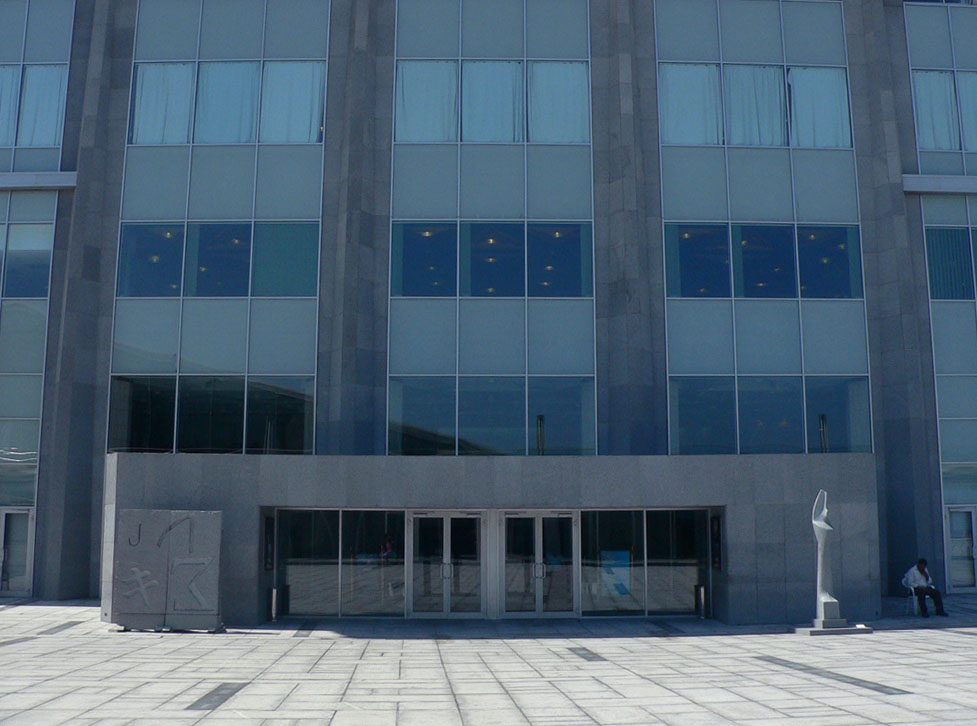
Eingangsbereich des Kongresszentrums

Nordwestlich der Bibliotheca Alexandrina schließt sich ein Planetarium an, dessen schwarze Kugel zusammen mit dem Bibliotheksgebäude ein Ensemble bildet. Die Kuppel des Planetariums hat einen Durchmesser von 14 m und kann auch für die Aufführung von IMAX-Filmen genutzt werden. Im Untergeschoss des Planetariums befindet sich ein Museum zur Wissenschaftsgeschichte.
Zwei weitere Museen befinden sich in der Bibliothek. Das Archäologische Museum präsentiert neben Fundstücken aus den Ausgrabungen vor dem Bau der Bibliothek Exponate aus der Geschichte Ägyptens, darunter von Unterwasserarchäologen aus dem Hafenbecken Alexandrias geborgene Statuen aus hellenistischer Zeit. Das Manuskriptenmuseum zeigt alte Handschriften und seltene Bücher und beherbergt ein Mikrofilmarchiv mit Fotografien alter Manuskripte. Dem Museum angeschlossen ist ein Forschungszentrum für die Restaurierung alter Handschriften.
Weitere Forschungszentren innerhalb der Bibliotheca Alexandrina widmen sich der Kalligrafie, der Informationswissenschaft und der regionalen Förderung von Wissenschaftlern (Center for Special Studies and Programs).
Schon 1991 wurde ein Kongresszentrum fertiggestellt, das heute wie alle anderen Einrichtungen der Bibliotheca Alexandrina unterstellt ist und westlich an die Bibliothek grenzt. Es besteht ein unterirdischer Verbindungsgang zwischen beiden Gebäuden. Der Große Saal des Bibliotheca Alexandrina Conference Center (BACC) bietet Platz für mehr als 1600 Gäste, darüber hinaus stehen eine Reihe von kleineren Sälen und Ausstellungsräumen zur Verfügung. Das Konferenzprogramm ist thematisch breit gefächert, ein besonderer Schwerpunkt liegt jedoch auf Kultur und Politik der arabischen und muslimischen Welt.
Vom 17. bis zum 19. Juli 2008 wurde im BACC die vierte Wikimania-Konferenz abgehalten.

## Auszeichnungen
- 2022: Sheikh Zayed Book Award (Kategorie „Publishing and Technology“)[11][12]